# Maurice Vandamme
Maurice Petrus Cornelius Vandamme (Vinkem, 3 januari 1911 - Koksijde, 28 januari 2003) was een Belgisch volksvertegenwoordiger, senator en burgemeester.

## Levensloop
Hij was een zoon van landbouwers Marcel Vandamme en Irma Degrieck. Hij trouwde in 1940 met Maria Charel, bestuurslid van de Boerinnengilde. Hij werd zelf ook landbouwer. Het echtpaar kreeg vier kinderen.
In 1946 werd hij provincieraadslid voor de CVP in het district Veurne en bleef dit tot in 1971.
Ook nog in 1946 werd hij gemeenteraadslid van Vinkem, was er schepen (1952-1960) en burgemeester (1961-1970). In 1970 werd hij burgemeester van de gefusioneerde gemeente Wulveringem-Vinkem en dit tot aan de fusie met Veurne in 1976, waarbij hij nog gemeenteraadslid van Veurne werd.
In 1961 werd hij verkozen tot CVP-volksvertegenwoordiger voor het arrondissement Veurne en vervulde dit mandaat tot in 1968. Hij was vervolgens nog provinciaal senator (1968-1971).
Vandamme was actief in talrijke verenigingen en organisaties in de landbouwsector:
- stichtend voorzitter van de Boerenjeugdgilde Veurne Ambacht (1934-1940);
- voorzitter van de Boerengilde Vinkem (1940-1970),
- voorzitter van de Landbouwcomice Veurne,
- voorzitter van de Boerengilden van het arrondissement Veurne,
- lid van de Bondsraad van de Belgische Boerenbond,
- stichtend voorzitter van verschillende verenigingen: de bond ter bestrijding van de veetuberculose, de veebond, het suikerbietensyndicaat, de melkcontrole, de onderlinge bedrijfshulp, de plaatselijke Raiffeisenkas,
- stichtend voorzitter van de bedevaarten naar Izenberge,
- bestuurder van het Aan- en Verkoopgenootschap van de Belgische Boerenbond,
- voorzitter van de Bond van Grote en Jonge Gezinnen in Vinkem,
- voorzitter van het Brouwgerstcomité,
- voorzitter van het gewestelijk verbond van suikerbietplanters,
- lid van de kerkraad in Vinkem.